# هكتور ك. مكدونالد
هكتور ك. مكدونالد هو قاضي وسياسي كندي، ولد في 3 مايو 1856، وتوفي في 1910.